# بین‌باشاک (هاناک)
بین‌باشاک (به ترکی استانبولی: Binbaşak، به ارمنی: Գյուգյուբա) یک منطقهٔ مسکونی در ترکیه است که در هاناک واقع شده‌است.